# Уелс (окръг, Индиана)
Вижте пояснителната страница за други значения на Уелс.
Окръг Уелс (на английски: Wells County) е окръг в щата Индиана, Съединени американски щати. Площта му е 958 km², а населението е 28 180 души (1 април 2020). Административен център е град Блъфтън.